# MBS 라디오
MBS 라디오(일본어: MBSラジオ)는 일본의 라디오 방송국으로, 오사카부 오사카시에 본사를 둔 방송국 마이니치 방송이 운영하고 있다. 방송 대상 지역은 긴키 광역권이다.

## 같이 보기
- MBS 텔레비전